# Utzenstorf
Utzenstorf est une commune suisse du canton de Berne, située dans l'arrondissement administratif de l'Emmental.

Photo aérienne prise à 200 m par Walter Mittelholzer (1920)

## Monuments
La commune compte sur son territoire le château de Landshut, seul château du canton entouré de douves.

## Personnalités
- Jakob Steiner, mathématicien
- Jeremias Gotthelf, auteur